# Karl Krafft (Fabrikant)
Karl Krafft (* 9. Juli 1852 in Auggen; † 20. Oktober 1903 ebenda) war ein deutscher Fabrikant und Mitglied des Badischen Landtages.

## Leben
Nach seinem Besuch der höheren Bürgerschule in Freiburg nahm er 1869 sein Studium in Maschinenbau am Polytechnikum in Karlsruhe auf. 1874 ging Krafft nach Liverpool, um sich im Bereich des Baumwollmarktes weiterzubilden. Um seinen Großvater zu unterstützen, kam Krafft 1875 nach Schopfheim, wo er die Baumwollspinnerei Aßenbach, die Seidenspinnerei und später Kammgarnspinnerei Haufen leitete. Die Kammgarnspinnerei ging an die Mechanische Buntweberei Brennet über, die im Jahre 1888 von Krafft mitbegründet wurde und deren Aufsichtsratsvorsitzender er war. Neben der Tätigkeit als Fabrikant beteiligte sich Krafft auch aktiv am öffentlichen Leben. So wurde er 1885 Abgeordneter der Kreisversammlung Lörrach, 1889 Präsident der neugegründeten Handelskammer der Kreise Lörrach und Waldshut in Schopfheim und Mitglied zahlreicher wirtschaftlichen Kammern. Von 1895 bis 1902 war Krafft Mitglied der Ersten Kammer des Badischen Landtages. Er war im dritten badischen Reichstagswahlkreis Kandidat der Nationalliberalen Partei.